# Euproctis crocata
Euproctis crocata är en fjärilsart som beskrevs av Jean Baptiste Boisduval 1847. Euproctis crocata ingår i släktet Euproctis och familjen tofsspinnare. Inga underarter finns listade i Catalogue of Life.